# Antilhas Neerlandesas nos Jogos Olímpicos da Juventude
As Antilhas Holandesas participaram pela primeira e única vez dos Jogos Olímpicos da Juventude na sua primeira edição, em 2010. Em Outubro desse ano, o país foi dissolvido, e assim não participou mais em Olimpíadas, nem "séniores", nem da Juventude.
O Comitê Olímpico Nacional das Antilhas Holandesas foi criado em 1931 e foi reconhecido pelo COI em 1950. Foi extinto em 2011 após a dissolução do país.

## Quadro de Medalhas

### Medalhas por Jogos de Verão
| Jogos          | Ouro | Prata | Bronze | Total |
| Singapura 2010 | 0    | 0     | 1      | 1     |
| Total          | 0    | 0     | 1      | 1     |

### Medalhas por Esportes
| Esporte | Ouro | Prata | Bronze | Total |
| Vela    | 0    | 0     | 1      | 1     |
| Total   | 0    | 0     | 1      | 1     |

### Lista de Medalhistas
| Edição                   | Medalha | Nome             | Esporte | Evento                    |
| ------------------------ | ------- | ---------------- | ------- | ------------------------- |
| Verão de 2010 (1 Bronze) | Bronze  | Just van Aanholt | Vela    | Classe Byte CII masculino |